# Campionato europeo maschile di pallacanestro Under-22 1998
Il 4º Campionato Europeo maschile Under-22 di Pallacanestro FIBA (noto anche come FIBA EuroBasket Under-22 1998) si è svolto a Trapani, in Italia dal 14 luglio al 23 luglio 1998.

## Risultati

### Prima fase a gruppi

#### Gruppo A
| Team          | V - P | PF - PS   | Pt |
| ------------- | ----- | --------- | -- |
| 1. Germania   | 4 - 1 | 347 - 293 | 9  |
| 2. Jugoslavia | 4 - 1 | 380 - 323 | 9  |
| 3. Francia    | 2 - 3 | 329 - 319 | 7  |
| 4. Italia     | 2 - 3 | 318 - 346 | 7  |
| 5. Croazia    | 2 - 3 | 341 - 409 | 7  |
| 6. Grecia     | 1 - 4 | 333 - 358 | 6  |

#### Gruppo B
| Team     | V - P | PF - PS   | Pt |
| -------- | ----- | --------- | -- |
| Turchia  | 5 - 0 | 350 - 314 | 10 |
| Slovenia | 4 - 1 | 377 - 340 | 9  |
| Lituania | 3 - 2 | 344 - 352 | 8  |
| Spagna   | 2 - 3 | 383 - 362 | 7  |
| Israele  | 1 - 4 | 333 - 364 | 6  |
| Lettonia | 0 - 5 | 343 - 398 | 5  |

### Fase ad eliminazione diretta

#### Tabellone gare 9º - 12º posto
|  | Playoffs | Playoffs | Playoffs |         |         | Nono posto       | Nono posto       | Nono posto       |  |
|  |          |          |          |         |         |                  |                  |                  |  |
|  | Lettonia | Lettonia | 75       |         |         |                  |                  |                  |  |
|  | Lettonia | Lettonia | 75       |         |         |                  |                  |                  |  |
|  | Croazia  | Croazia  | 78       |         |         |                  |                  |                  |  |
|  | Croazia  | Croazia  | 78       |         | Croazia | Croazia          | 80               |                  |  |
|  |          |          |          |         | Croazia | Croazia          | 80               |                  |  |
|  |          |          | Israele  | Israele | 64      |                  |                  |                  |  |
|  | Israele  | Israele  | Israele  | Israele | 64      | 81               |                  |                  |  |
|  | Israele  | Israele  |          |         |         | 81               |                  |                  |  |
|  | Grecia   | Grecia   | 80       |         |         | Undicesimo posto | Undicesimo posto | Undicesimo posto |  |
|  | Grecia   | Grecia   | 80       |         |         |                  |                  |                  |  |
|  |          |          |          |         |         |                  |                  |                  |  |
|  |          |          |          |         |         | Lettonia         | Lettonia         | 85               |  |
|  |          |          |          |         |         | Lettonia         | Lettonia         | 85               |  |
|  |          |          |          |         |         | Grecia           | Grecia           | 101              |  |

#### Tabellone finale
|  | Quarti di finale | Quarti di finale |            |         | Semifinali  | Semifinali  |  |  | Finale | Finale |
|  |                  |                  |            |         |             |             |  |  |        |        |
|  |                  |                  |            |         |             |             |  |  |        |        |
|  |                  |                  |            |         |             |             |  |  |        |        |
|  | Germania         | 69               |            |         |             |             |  |  |        |        |
|  | Germania         | 69               |            |         |             |             |  |  |        |        |
|  | Spagna           | 71               |            |         |             |             |  |  |        |        |
|  | Spagna           | 71               | Spagna     | 66      |             |             |  |  |        |        |
|  |                  |                  | Spagna     | 66      |             |             |  |  |        |        |
|  |                  | Slovenia         | 74         |         |             |             |  |  |        |        |
|  | Slovenia         | Slovenia         | 74         | 77      |             |             |  |  |        |        |
|  | Slovenia         |                  |            | 77      |             |             |  |  |        |        |
|  | Francia          | 64               |            |         |             |             |  |  |        |        |
|  | Francia          | 64               | Slovenia   | 73      |             |             |  |  |        |        |
|  |                  |                  | Slovenia   | 73      |             |             |  |  |        |        |
|  |                  | Jugoslavia       | 92         |         |             |             |  |  |        |        |
|  | Lituania         | Jugoslavia       | 92         | 67      |             |             |  |  |        |        |
|  | Lituania         |                  |            | 67      |             |             |  |  |        |        |
|  | Jugoslavia       | 73               |            |         |             |             |  |  |        |        |
|  | Jugoslavia       | 73               | Jugoslavia | 66      | Terzo posto | Terzo posto |  |  |        |        |
|  |                  |                  | Jugoslavia | 66      | Terzo posto | Terzo posto |  |  |        |        |
|  |                  | Turchia          | 55         |         |             |             |  |  |        |        |
|  | Turchia          | Turchia          | 55         | 58      | Spagna      | 57          |  |  |        |        |
|  | Turchia          |                  |            | 58      | Spagna      | 57          |  |  |        |        |
|  | Italia           | 48               |            | Turchia | 64          |             |  |  |        |        |
|  | Italia           | 48               |            |         | 64          |             |  |  |        |        |
|  |                  |                  |            |         |             |             |  |  |        |        |
|  |                  |                  |            |         |             |             |  |  |        |        |

#### Tabellone gare 5º - 8º posto
|  | Playoffs | Playoffs | Playoffs |        |         | Quinto posto  | Quinto posto  | Quinto posto  |  |
|  |          |          |          |        |         |               |               |               |  |
|  | Germania | Germania | 78       |        |         |               |               |               |  |
|  | Germania | Germania | 78       |        |         |               |               |               |  |
|  | Francia  | Francia  | 84       |        |         |               |               |               |  |
|  | Francia  | Francia  | 84       |        | Francia | Francia       | 55            |               |  |
|  |          |          |          |        | Francia | Francia       | 55            |               |  |
|  |          |          | Italia   | Italia | 39      |               |               |               |  |
|  | Lituania | Lituania | Italia   | Italia | 39      | 56            |               |               |  |
|  | Lituania | Lituania |          |        |         | 56            |               |               |  |
|  | Italia   | Italia   | 70       |        |         | Settimo posto | Settimo posto | Settimo posto |  |
|  | Italia   | Italia   | 70       |        |         |               |               |               |  |
|  |          |          |          |        |         |               |               |               |  |
|  |          |          |          |        |         | Germania      | Germania      | 97            |  |
|  |          |          |          |        |         | Germania      | Germania      | 97            |  |
|  |          |          |          |        |         | Lituania      | Lituania      | 95            |  |

## Classifica finale
| Campione d'Europa | Campione d'Europa | Campione d'Europa |
| --- | ----------------- | --- |
| Jugoslavia under 204 Dozet, 5 Petrović, 6 Rakočević, 7 Glintić, 8 Nađfeji, 9 Stanojević, 10 Jarić, 12 Ćeranić, 13 Milojević, 14 Varda, 15 Obradović, All. Goran Bojanić |                   | |
| Argento | Slovenia          | Slovenia under 224 Jurak, 5 Lakovič, 6 Kobale, 7 Verginella, 8 Smodiš, 9 Hafnar, 10 Šporar, 11 Maravič, 12 Đurković, 13 Novak, 14 Drobnjak, 15 Brezec, All. Zoran Martič                                     |
| Bronzo | Turchia           | Turchia under 224 Abi, 5 Erdoğan, 6 Onan, 7 Güler, 8 Enden, 9 Üçoklar, 10 Tunçeri, 11 Aydın, 12 Vekiloğlu, 13 Okur, 14 Öztas, 15 Türkoğlu, All. Mehmet Koray                                                 |
| 4. | Spagna            | Spagna under 224 Gil, 5 Montañez, 6 Mumbrú, 7 Maluenda, 8 Grimau, 9 Guillén, 10 Pacreu, 11 Garbajosa, 12 Burgos, 13 González, 14 Fernández, 15 Junyent, All. Quino Salvo                                     |
| 5. | Francia           | Francia under 224 Zadro, 5 Jeanneau, 6 Pons, 7 Gomis, 8 Rupert, 9 Dumas, 10 Dubos, 11 Souchu, 12 Laure, 13 Moïso, 14 Giffa, 15 Evtimov, All. Stéphane Pinault                                                |
| 6. | Italia            | Italia under 224 Mordente, 5 Santarossa, 6 Agostini, 7 Burini, 8 Righetti, 9 Giadini, 10 Parente, 11 Michelori, 12 Cazzaniga, 13 Di Giuliomaria, 14 Podestà, 15 Maggioli, All. Marco Crespi                  |
| 7. | Germania          | Germania under 224 Roller, 5 Garris, 6 Schultze, 7 Pešić, 8 Grey, 9 Bogojevič, 10 Willoughby, 11 Kruel, 12 Grübler, 13 Mertens, 14 Nowitzki, 15 Papic, All. Andreas Zech                                     |
| 8. | Lituania          | Lituania under 224 Ignatavičius, 5 Kazlauskas, 6 Burneika, 7 Galkevičius, 8 Šiškauskas, 9 Songaila, 10 Marčiulionis, 11 Javtokas, 12 Slanina, 13 Kaukėnas, 14 Janulis, 15 Šeštokas, All. Vadimas Rodastevas  |
| 9. | Croazia           | Croazia under 224 Miličić, 5 Pestić, 6 J. Ružić, 7 T. Ružić, 8 Giriček, 9 Perinčić, 10 Poljak, 11 Nicević, 12 Kus, 13 Miliša, 14 Zemljić, 15 Ercegović, All. Silvio Baturina                                 |
| 10. | Israele           | Israele under 224 Kadosh, 5 Kozikaro, 6 Amon, 7 Gofer, 8 Stein, 9 Zenou, 10 Mossinson, 11 Sheinfeld, 12 Karo, 13 Revah, 14 Tamir, 15 Halag, All. Moshe Sapir                                                 |
| 11. | Grecia            | Grecia under 224 Charisīs, 5 Chatzīvrettas, 6 Papanikolopoulos, 7 Michalos, 8 Gkioulekas, 9 Ntikoudīs, 10 Kamariōtīs, 11 Tsartsarīs, 12 Euthymiou, 13 Despos, 14 Moschou, 15 Paulidīs, All. Sōtīrīs Tsimikas |
| 12. | Lettonia          | Lettonia under 224 Purnis, 5 Reisons, 6 Liepkalns, 7 J. Umbraško, 8 Buškevics, 9 Oberšats, 10 Valters, 11 Kambala, 12 Pogiņš, 13 Skirmants, 14 A. Umbraško, 15 Kosuškins, All. -                             |